# ای‌آرای درامند (پی-۳۱)
ای‌آرای درامند (پی-۳۱) (به انگلیسی: ARA Drummond (P-31)) یک کشتی بود که طول آن ۸۰ متر (۲۶۰ فوت) بود. این کشتی در سال ۱۹۷۸ ساخته شد.